# Premio Warren
Los Premios Warren (Warren Awards en inglés) fueron unos galardones entregados por la Warren Publishing a los autores que trabajaron en cualquiera de sus revistas desde 1970 a 1981. Premiaban las mejores obras publicadas el año anterior a la concesión y se repartían en varias categorías, aunque varias de ellas aparecieron en muy pocas ocasiones o desaparecían durante determinados períodos. Al principio, estos premios se presentaban en una ceremonia en el New York Comic Art Conventions de Phil Seuling, pero posteriormente se redujeron a un anuncio anual en las revistas.

## Trayectoria
La convocatoria de 1972 no se celebró y los premios a los autores españoles acumulados se entregaron posteriormente, en marzo de 1973. De esta forma, fueron premiados:
- José Ortiz, Leopoldo Sánchez Ortiz y Luis Bermejo (y el argentino Leo Durañona) al dibujante más completo.
- Manuel Sanjulián por la mejor portada (Creepy N.º 51) y mejor portadista un par de veces.
- Victor de la Fuente por la mejor historieta (I am Dead, Egypt, Dead) en Eerie N.º 35 y mejor guion por Haggarth.
- Luis García por la mejor labor conjunta como dibujante (The Men Who Called Him Monster) en Creepy n.º 43.
- Josep María Beà por el mejor guion en Creepy N.º 49 (The Accurset flower).[2]
- Jordi Peñalva por la mejor portada (Eerie N.º 96),
- Fernando Fernández mejor dibujante.
- Ramón Torrents, Manuel Sanjulián el "SPECIAL AWARDS FOR EXCELLENCE" (galardón que también consiguió el peruano Gonzalo Mayo).
- Pepe González ganó dos veces el premio de la mejor historieta por Death's dark Angel (Vampirella N.º 12) y The Sultana's Revenge (Vampirella N.º 33). También se le concedió el "SPECIAL AWARDS FOR EXCELLENCE".
- Esteban Maroto por la mejor historieta (A Scream in the Forest) en  Creepy N.º 53.

En 1980 tampoco hubo premios.